# Nurmijärvi
Nurmijärvi er en by i det sydlige Finland med 44.833(2024) indbyggere. Byen ligger i Sydfinlands len. Den er fødeby for forfatteren Aleksis Kivi.
Nurmijärvi blev grundlagt i 1605.
60°27′N 24°48′Ø / 60.450°N 24.800°Ø
- Wikimedia Commons har flere filer relateret til Nurmijärvi

1. 1 2  Finland's preliminary population figure was 5,608,218 at the end of February 2024, Statistikcentralen (fra Wikidata).